# Foho Leburate
Der Foho Leburate (kurz Leburate) ist ein osttimoresischer Berg im Verwaltungsamt Maubara (Gemeinde Liquiçá). Er hat eine Höhe von 506 m und befindet sich am westlichen Teil der Grenze zwischen den Aldeias Lebulugor und Vatumori im Suco Gugleur. Südöstlich liegt in einem Flusstal das Dorf Simarema.